# Bestuurlijke indeling van Rotterdam
Rotterdam is bestuurlijk ingedeeld in veertien 'gebieden' (stadskwartieren), die elk een eigen bestuurscommissie hebben. Deze gebieden omvatten niet het hele grondgebied van de gemeente; de havengebieden vallen rechtstreeks onder de gemeente. 

## Bestuurscommissiegebieden
Tot 19 maart 2014 waren deze gebieden nog deelgemeenten. Iedere deelgemeente had een deelraad.
| Rotterdam Centrum:        | Cool, Dijkzigt, Oude Westen, Scheepvaartkwartier, Stadsdriehoek, CS-kwartier                                                                |
| Charlois (Zuid):          | Carnisse, Heijplaat, Oud-Charlois, Pendrecht, Tarwewijk, Wielewaal, Zuidwijk, Zuidplein                                                     |
| Delfshaven (West):        | Bospolder/Tussendijken, Delfshaven/Schiemond, Middelland, Nieuwe Westen, Spangen, het Witte Dorp, Oud-Mathenesse                            |
| Feijenoord (Zuid):        | Afrikaanderwijk, Bloemhof, Feijenoord, Hillesluis, Katendrecht, Noordereiland, Vreewijk, Kop van Zuid                                       |
| Hillegersberg-Schiebroek: | Hillegersberg, Honderd en Tien Morgen, Kleiwegkwartier, Molenlaankwartier, Nieuw Terbregge, Schiebroek, Terbregge                           |
| Hoek van Holland:         | Hoek van Holland, Oude Hoek |
| Hoogvliet:                | Boomgaardshoek, Meeuwenplaat, Middengebied, Nieuw Engeland, Oudeland, Tussenwater, Westpunt, Zalmplaat                                      |
| IJsselmonde (Zuid):       | Beverwaard, De Veranda, Groenenhagen-Tuinenhoven, Hordijkerveld, Kreekhuizen, Lombardijen, Oud-IJsselmonde, Reyeroord, Sportdorp, Zomerland |
| Kralingen-Crooswijk (O.): | Crooswijk, De Esch, Kralingen, Rubroek, Struisenburg                                                                                        |
| Rotterdam-Noord:          | Agniesebuurt, Bergpolder, Blijdorp, Blijdorpse polder, Liskwartier, Oude Noorden, Provenierswijk                                            |
| Overschie:                | Kandelaar, Kleinpolder, Landzicht, Overschie, Zestienhoven                                                                                  |
| Pernis:                   | gelijknamige dorp |
| Prins Alexander (Oost):   | Het Lage Land, Kralingseveer, Nesselande, Ommoord, Oosterflank, Prinsenland, 's-Gravenland, Zevenkamp                                       |
| Rozenburg:                | gelijknamige dorp |

## Woonplaatsen
| Woonplaats (BAG)           | Inwoners 2023 | Inwoners 2010 |
| -------------------------- | ------------- | ------------- |
| Rotterdam                  | 600.015       | 544.530       |
| Hoogvliet                  | 35.885        | 34.210        |
| Rozenburg                  | 12.460        | 12.495        |
| Hoek van Holland           | 10.560        | 9.520         |
| Pernis                     | 4.940         | 4.790         |
| Botlek Rotterdam           | 0             | 5             |
| Europoort Rotterdam        | 0             | 0             |
| Maasvlakte Rotterdam       | 5             | 0             |
| Vondelingenplaat Rotterdam | 0             | 0             |